# Immenstaad am Bodensee
Immenstaad am Bodensee ist eine Gemeinde am Bodenseeufer im Bodenseekreis in Baden-Württemberg.

## Geographie

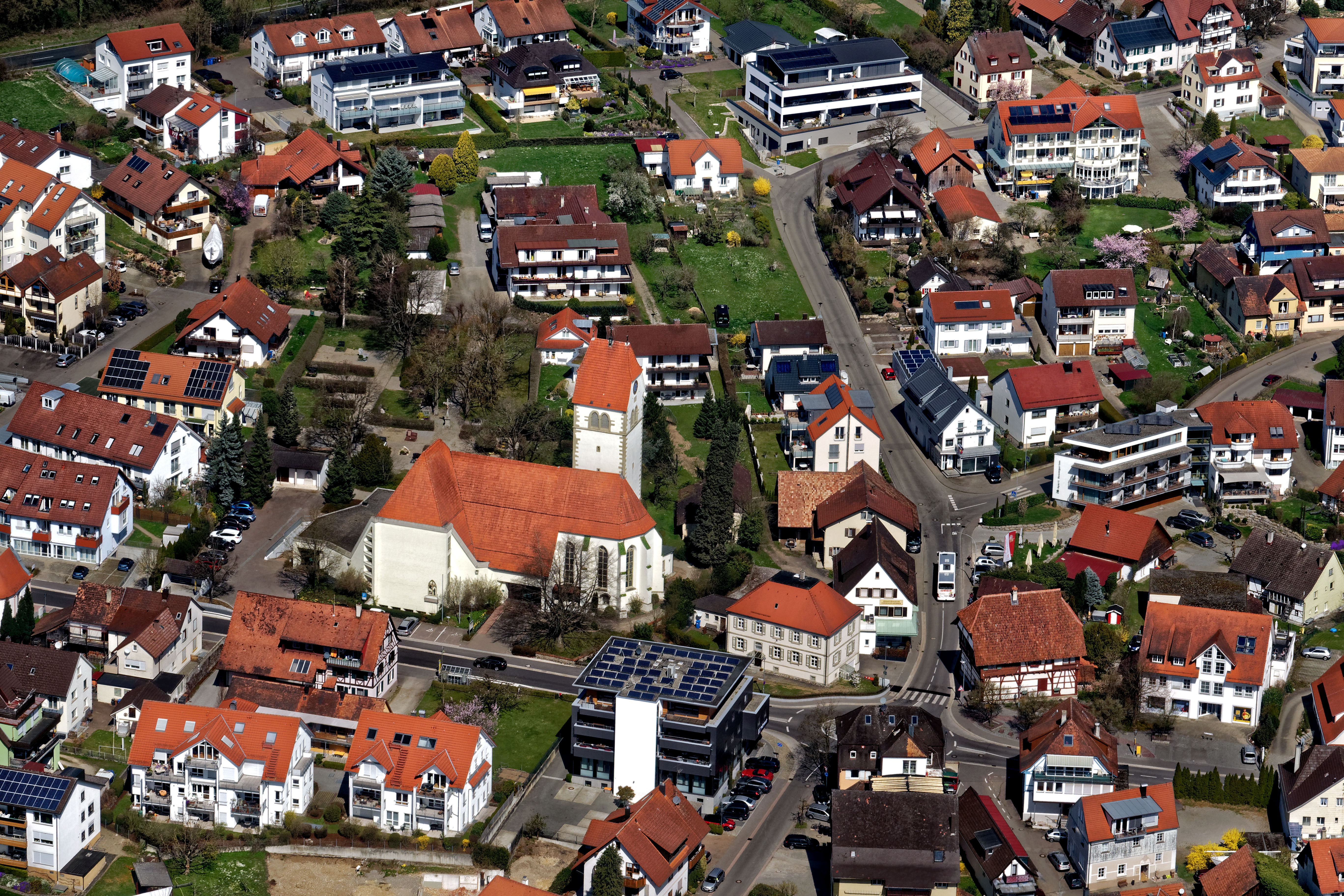
Immenstaad aus dem Zeppelin gesehen.

Die Gemeinde liegt direkt am nördlichen Ufer des Bodensees, etwa neun Kilometer westlich der Kreisstadt Friedrichshafen.

### Gemeindegliederung
Immenstaad besteht aus dem gleichnamigen Kernort und dem Dorf Kippenhausen mit dem Wohnplatz Frenkenbach.
| Wappen       | Ort                  | Einwohner (Stand)     | Fläche |
| ------------ | -------------------- | --------------------- | ------ |
| Immenstaad   | Immenstaad (Kernort) | 5.798 (Dezember 2022) | 622 ha |
| Kippenhausen | Kippenhausen         | 650 (September 2022)  | 258 ha |

### Klima

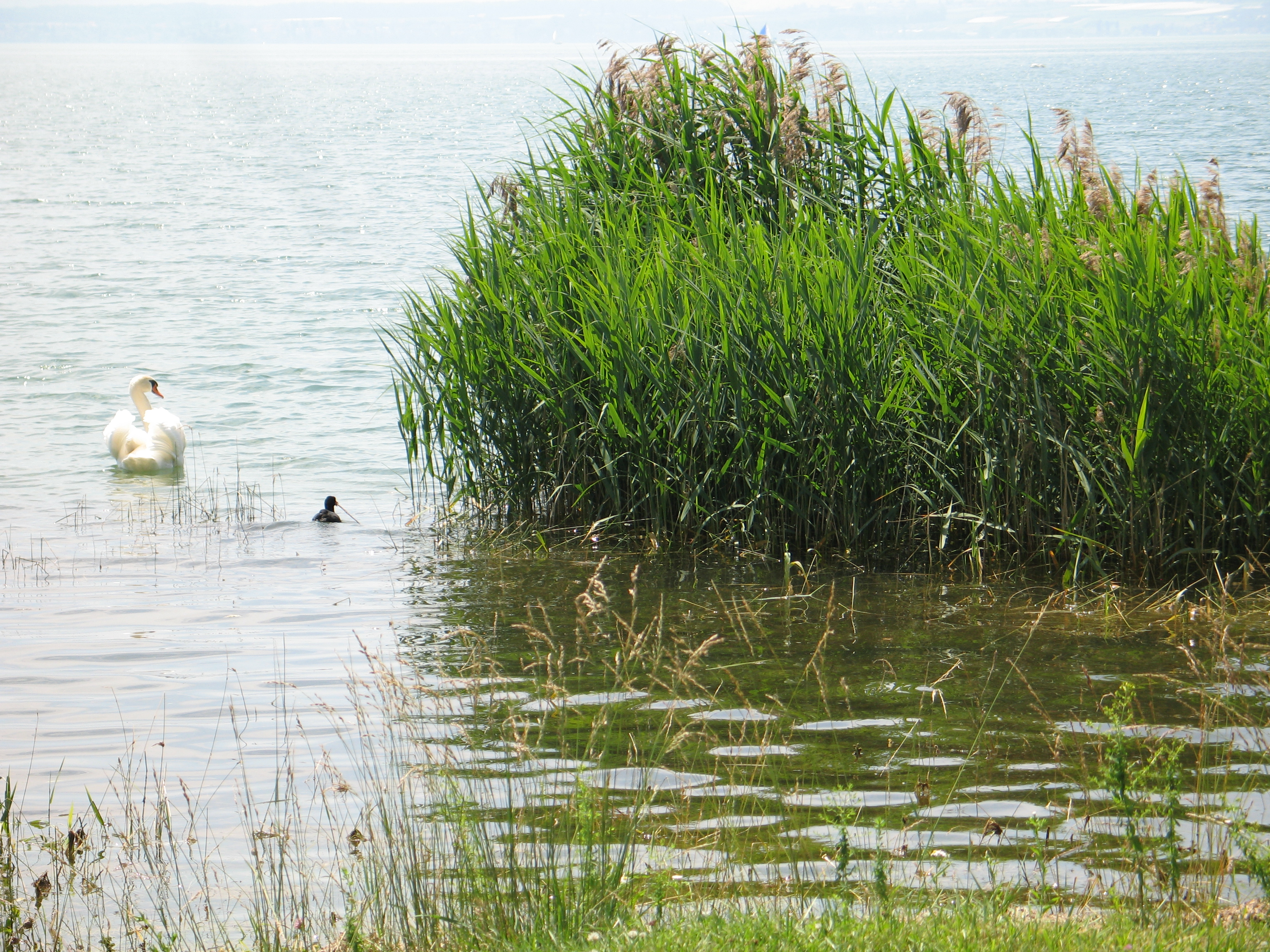
Teichhuhn beim Nestbau

|                   | Jan  | Feb  | Mär  | Apr  | Mai  | Jun   | Jul   | Aug   | Sep  | Okt  | Nov  | Dez  |   |       |
|                   |      |      |      |      |      |       |       |       |      |      |      |      |   |       |
| Niederschlag (mm) | 52,1 | 49,0 | 52,5 | 73,8 | 92,6 | 109,3 | 108,7 | 100,8 | 78,1 | 56,6 | 63,3 | 54,6 | Σ | 891,4 |

|  |

|  |

|  |

|  |

|  |

|  |

|  |

|  |

|  |

|  |

|  |

|  |

|  |

|  |

|  |

|  |

|  |

|  |

|  |

|  |

|  |

|  |

|  |

|  |

Der Jahresniederschlag liegt bei 891 mm und ist damit vergleichsweise hoch, da er in das obere Viertel der in Deutschland erfassten Werte fällt. An 77 % der Messstationen des Deutschen Wetterdienstes werden niedrigere Werte registriert. Der trockenste Monat ist der Februar, die meisten Niederschläge fallen im Juni. Im Juni fallen 2,2 mal mehr Niederschläge als im Februar. Die jahreszeitlichen Schwankungen sind groß. An nur 8 % der Messstationen werden höhere jahreszeitliche Schwankungen registriert.

### Natur- und Landschaftsschutzgebiete
Im Gemeindegebiet Immenstaads sind zurzeit je zwei Naturschutzgebiete („Lipbachmündung“, „Lipbachsenke“), Landschaftsschutzgebiete („Bodenseeufer“, „Lipbachsenke“) und FFH-Gebiete („Bodenseehinterland zwischen Salem und Markdorf“, „Bodenseeufer westlich Friedrichshafen“) ausgewiesen.

## Geschichte
Der Name „Immenstaad“ wird dem alemannischen Gründer Immo zugeschrieben. Die erste bekannte urkundliche Erwähnung datiert auf das Jahr 1094, als der bayerische Herzog Welf IV. dort liegende Güter dem Kloster Weingarten übertrug. Kippenhausen, als Chippenhusen 1158 ersterwähnt, gehörte 1165 zu den Besitzungen der Welfen. Das Dorf kam dann an die Grafen von Montfort, hierauf zur Reichsgrafschaft Ittendorf und bildete mit Reute und Frenkenbach eine Vogtei. Der Flecken Frenkenbach (Frenkinbach) kam vor 1143 aus welfischen Besitz an das Kloster Weingarten, die Vogtei befand sich von 1281 bis 1693 bei den Schenken von Schmalegg/Ittendorf. Aus dem späten Mittelalter, um 1340, stammt das Wrack, das 1981 im Uferbereich des Kippenhorns entdeckt wurde und das sich als ältester Schiffsfund im Bodensee erwies. Archäologen bargen und konservierten das große Wrack in einer aufwändigen, jahrelangen Aktion, so dass es jetzt im Archäologischen Landesmuseum in Konstanz besichtigt werden kann (siehe auch Schiffswracks im Bodensee). Im Dreißigjährigen Krieg war Immenstaad durch den Seekrieg auf dem Bodensee (1632–1648) betroffen.
Die Immenstaader Herrschaftsverhältnisse waren stark zersplittert, bis im späten 18. Jahrhundert das Haus Fürstenberg den gesamten Ort kaufte. Bereits 1716 wurde aufgrund des Testaments des Priesters Stephan Brodmann die erste Schule im Ort gegründet. 1806 wurde der Ort zu einer Grenzstadt von Baden mit dem Grenzbach zwischen Immenstaad und Fischbach als Grenze.
Am 1. Februar 1972 wurde Kippenhausen mit dem Weiler Frenkenbach nach Immenstaad mit Helmsdorf eingemeindet.
Im Jahr 1956 wurde die Bundesstraße 31 auf eine neue Trasse außerhalb des Ortskerns verlegt. In den 1960er und 1970er Jahren gab es eine direkte Verkettung zwischen dem wirtschaftlichen Wachstum des Flugzeugherstellers Dornier mit der sprunghaften Verdopplung der Bevölkerung. Die Folge war, dass eine Siedlungsentwicklung mit Hochhäusern im Osten einsetzte, dem sogenannten Dorniergelände, auf dem sich inzwischen EADS und eine ganze Reihe innovativer Unternehmen niedergelassen haben. Der westliche Teil Immenstaads weist noch heute Dorfcharakter auf. Eine Entwicklung, die sich aufgrund der räumlichen Nähe zur Industriestadt Friedrichshafen weiter fortsetzen könnte. Die steigende Nachfrage nach Wohnraum ist ein Problem, mit dem sich die Gemeinde seit den 1960er Jahren auseinandersetzt.

## Religionen
Neben je einer römisch-katholischen Kirchengemeinde in Immenstaad und Kippenhausen gibt es in Immenstaad auch eine evangelische Kirchengemeinde.
Seit den 1950er Jahren leben auch Anhänger der Bahá'í-Religion im Ort, 1999 wurde dann eine Bahá'í-Gemeinde mit örtlichem Verwaltungsgremium (Geistiger Rat) ins Leben gerufen.

## Politik

### Verwaltungsgemeinschaft
Immenstaad ist mit Friedrichshafen eine Vereinbarte Verwaltungsgemeinschaft eingegangen.

### Gemeinderat
Der Gemeinderat besteht aus den gewählten ehrenamtlichen Gemeinderäten und dem Bürgermeister als Vorsitzendem. Der Bürgermeister ist im Gemeinderat stimmberechtigt.
Das Ergebnis der Kommunalwahl am 09. Juni 2024 zeigt – neben den Vergleichszahlen voriger Wahlen – folgende Tabelle.
| Parteien und Wählergemeinschaften | Parteien und Wählergemeinschaften           | % 2024 | Sitze 2024 | % 2019 | Sitze 2019 | % 2014 | Sitze 2014 | % 2009 | Sitze 2009 | Kommunalwahl 2024 – StimmenanteileWahlbeteiligung: 69,6 % (2019: 68,7 %) %403020100 33,5 %25,2 %19,0 %12,9 %5,9 %3,5 % CDUFWGrüneSPDUBIFDPGewinne und Verlusteim Vergleich zu 2019 %p 6 4 2 0 −2 −4 −6 −8+4,9 %p−5,8 %p−7,6 %p+3,2 %p+5,9 %p−0,6 %pCDUFWGrüneSPDUBIFDP |
| CDU                               | Christlich Demokratische Union Deutschlands | 33,5   | 6          | 28,6   | 4          | 33,8   | 5          | 29,9   | 5          | Kommunalwahl 2024 – StimmenanteileWahlbeteiligung: 69,6 % (2019: 68,7 %) %403020100 33,5 %25,2 %19,0 %12,9 %5,9 %3,5 % CDUFWGrüneSPDUBIFDPGewinne und Verlusteim Vergleich zu 2019 %p 6 4 2 0 −2 −4 −6 −8+4,9 %p−5,8 %p−7,6 %p+3,2 %p+5,9 %p−0,6 %pCDUFWGrüneSPDUBIFDP |
| FWI                               | Freie Wähler Immenstaad                     | 25,2   | 5          | 31,0   | 5          | 34,6   | 6          | 36,4   | 6          | Kommunalwahl 2024 – StimmenanteileWahlbeteiligung: 69,6 % (2019: 68,7 %) %403020100 33,5 %25,2 %19,0 %12,9 %5,9 %3,5 % CDUFWGrüneSPDUBIFDPGewinne und Verlusteim Vergleich zu 2019 %p 6 4 2 0 −2 −4 −6 −8+4,9 %p−5,8 %p−7,6 %p+3,2 %p+5,9 %p−0,6 %pCDUFWGrüneSPDUBIFDP |
| GRÜNE                             | Bündnis 90/Die Grünen                       | 19,0   | 3          | 26,6   | 4          | 20,2   | 3          | 20,2   | 3          | Kommunalwahl 2024 – StimmenanteileWahlbeteiligung: 69,6 % (2019: 68,7 %) %403020100 33,5 %25,2 %19,0 %12,9 %5,9 %3,5 % CDUFWGrüneSPDUBIFDPGewinne und Verlusteim Vergleich zu 2019 %p 6 4 2 0 −2 −4 −6 −8+4,9 %p−5,8 %p−7,6 %p+3,2 %p+5,9 %p−0,6 %pCDUFWGrüneSPDUBIFDP |
| SPD                               | Sozialdemokratische Partei Deutschlands     | 12,9   | 2          | 9,7    | 2          | 11,4   | 2          | 13,5   | 2          | Kommunalwahl 2024 – StimmenanteileWahlbeteiligung: 69,6 % (2019: 68,7 %) %403020100 33,5 %25,2 %19,0 %12,9 %5,9 %3,5 % CDUFWGrüneSPDUBIFDPGewinne und Verlusteim Vergleich zu 2019 %p 6 4 2 0 −2 −4 −6 −8+4,9 %p−5,8 %p−7,6 %p+3,2 %p+5,9 %p−0,6 %pCDUFWGrüneSPDUBIFDP |
| UBI                               | Unabhängige Bürgerliste Immenstaad          | 5,9    | 1          | —      | —          | —      | —          | —      | —          | Kommunalwahl 2024 – StimmenanteileWahlbeteiligung: 69,6 % (2019: 68,7 %) %403020100 33,5 %25,2 %19,0 %12,9 %5,9 %3,5 % CDUFWGrüneSPDUBIFDPGewinne und Verlusteim Vergleich zu 2019 %p 6 4 2 0 −2 −4 −6 −8+4,9 %p−5,8 %p−7,6 %p+3,2 %p+5,9 %p−0,6 %pCDUFWGrüneSPDUBIFDP |
| FDP                               | Freie Demokratische Partei                  | 3,5    | 1          | 4,1    | 1          | —      | —          | —      | —          | Kommunalwahl 2024 – StimmenanteileWahlbeteiligung: 69,6 % (2019: 68,7 %) %403020100 33,5 %25,2 %19,0 %12,9 %5,9 %3,5 % CDUFWGrüneSPDUBIFDPGewinne und Verlusteim Vergleich zu 2019 %p 6 4 2 0 −2 −4 −6 −8+4,9 %p−5,8 %p−7,6 %p+3,2 %p+5,9 %p−0,6 %pCDUFWGrüneSPDUBIFDP |
| Gesamt                            | Gesamt                                      | 100    | 18         | 100    | 16         | 100    | 16         | 100    | 16         | Kommunalwahl 2024 – StimmenanteileWahlbeteiligung: 69,6 % (2019: 68,7 %) %403020100 33,5 %25,2 %19,0 %12,9 %5,9 %3,5 % CDUFWGrüneSPDUBIFDPGewinne und Verlusteim Vergleich zu 2019 %p 6 4 2 0 −2 −4 −6 −8+4,9 %p−5,8 %p−7,6 %p+3,2 %p+5,9 %p−0,6 %pCDUFWGrüneSPDUBIFDP |
| Wahlbeteiligung                   | Wahlbeteiligung                             | 69,6 % | 69,6 %     | 68,7 % | 68,7 %     | 60,2 % | 60,2 %     | 60,3 % | 60,3 %     | Kommunalwahl 2024 – StimmenanteileWahlbeteiligung: 69,6 % (2019: 68,7 %) %403020100 33,5 %25,2 %19,0 %12,9 %5,9 %3,5 % CDUFWGrüneSPDUBIFDPGewinne und Verlusteim Vergleich zu 2019 %p 6 4 2 0 −2 −4 −6 −8+4,9 %p−5,8 %p−7,6 %p+3,2 %p+5,9 %p−0,6 %pCDUFWGrüneSPDUBIFDP |

### Bürgermeister
- 1969–1993: Heinz Finkbeiner (CDU)[12]
- 1993–2017: Jürgen Beisswenger (FWI)
- Bei der Bürgermeisterwahl am 15. Oktober 2017 war Johannes Henne der einzige Kandidat. Er wurde mit 94,69 % der gültigen Stimmen bei einer Wahlbeteiligung von 40,3 % zum Nachfolger von Jürgen Beisswenger gewählt.[13] Henne trat sein Amt als Bürgermeister im Januar 2018 an.

### Wappen
| Wappen der Gemeinde Immenstaad am Bodensee | Blasonierung: „In rotem Schild mit einem im Wellenschnitt von Blau und Silber (Weiß) geteilten Bord zwei schräg gekreuzte goldene (gelbe) Pilgerstäbe, darüber eine goldene (gelbe) Pilgermuschel, darunter eine goldene (gelbe) Kleeblattkrone.“ |
| Wappen der Gemeinde Immenstaad am Bodensee | Wappenbegründung: Das älteste bekannte Siegel aus dem Jahr 1583 zeigt den heiligen Jodokus als Pilger mit einer Krone zu seinen Füßen. Gemeindesiegel des 19. Jahrhunderts weisen nur noch Attribute dieses Patrons der Pfarrkirche auf, nämlich Pilgerstäbe, eine Pilgerflasche und die Fürstenkrone, auf die Jodokus verzichtet hat. Im Jahre 1913 wurde schließlich das jetzige Wappen festgelegt. Der fürstenbergische Bord soll daran erinnern, dass der Ort zunächst teilweise, von 1783 bis 1806 ganz zur fürstenbergischen Herrschaft Heiligenberg, von 1824 bis 1842 – unter badischer Landeshoheit – zum fürstenbergischen Amt Heiligenberg gehörte. |

## Kultur und Sehenswürdigkeiten

### Museen
- Das Heimatmuseum im Haus Montfort ist in einem 1796 errichteten oder erneuerten Haus untergebracht, Bauherren waren nach der Inschrift im Balken über dem Eingang Simeon Schitterle und seine Frau Ursula geb. Rigler. Zum Ende des 20. Jahrhunderts nahm die Gemeinde einen umfangreichen Umbau vor. Das Gebäude ist mit einem Walmdach gedeckt und zeigt prachtvolles Fachwerk mit Zierrat, der Ausleger des Wirtschaftsschildes stammt von der Linde in Schussenried. Der Bau wurde 1936 in die Liste der Baudenkmäler eingetragen.[15] In der Galerie im Obergeschoss werden wechselnde Ausstellungen von Künstlern aus der Region gezeigt. Das Konzept des Heimatmuseums ist anhand von alten Gegenständen, überwiegend des täglichen Gebrauchs, die Lebenskultur vergangener Jahrhunderte und die Arbeit der Menschen in der näheren Umgebung zu zeigen. Handwerkliche und bäuerliche Geräte sind Teil der Ausstellung, die teilweise noch erforscht werden muss. Haushaltsgegenstände und die Einrichtung eines alten Kaufmannsladens runden die Ausstellung ab. Die Exponate zur Ur- und Frühgeschichte sind Leihgaben des Landesdenkmalamtes. Sehenswert sind auch die Trachten der närrischen Traditionsgruppen.[16]
- Die Galerie Seebär beheimatet eine nahezu komplette Sammlung an Steiff-Tieren und eine große Ausstellung von Barbie-Puppen.[17]

### Bauwerke

#### Katholische Pfarrkirche St. Jodokus

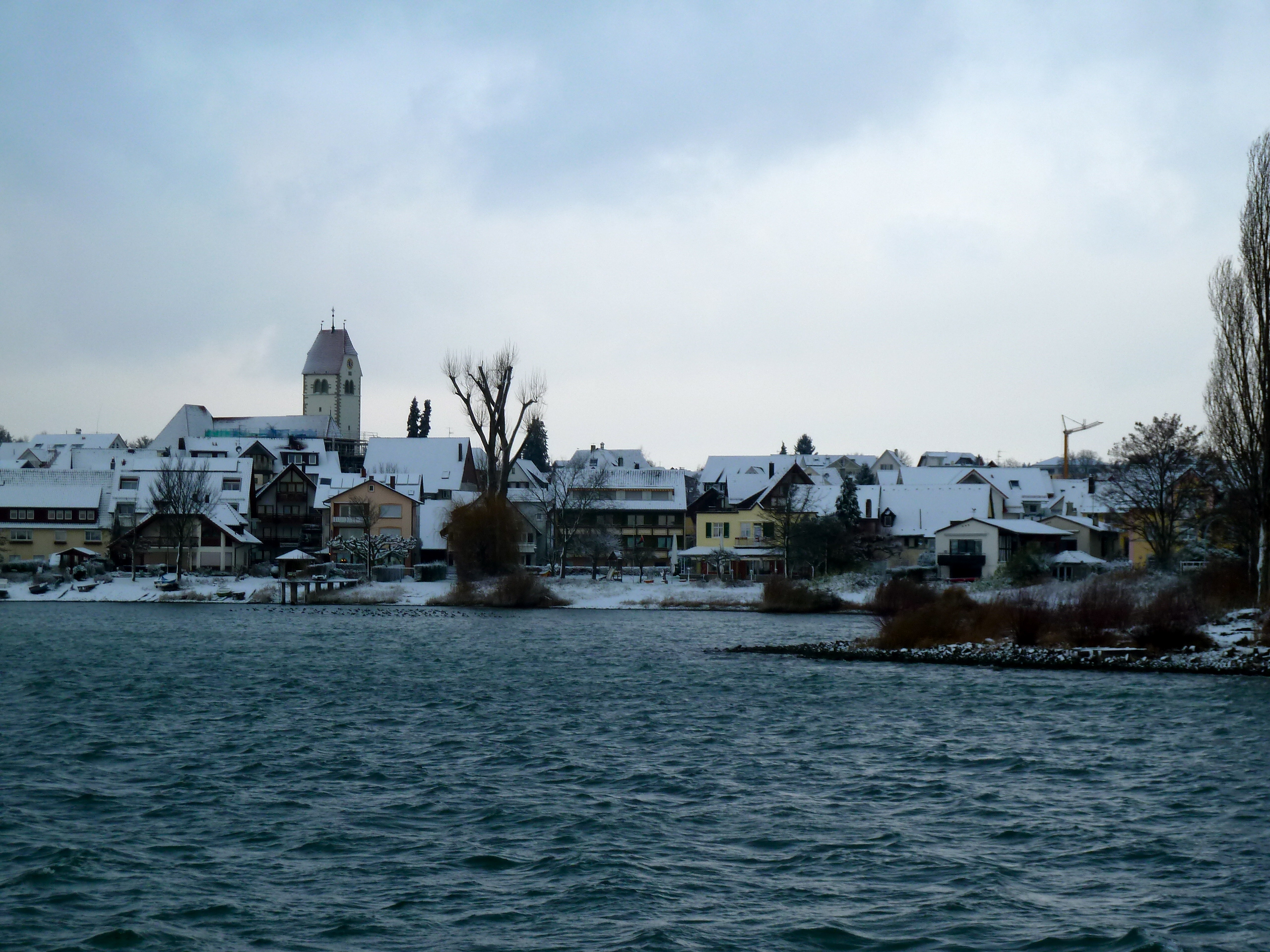
Pfarrkirche St. Jodokus

Die katholische Pfarrkirche St. Jodokus ist ein ortsbildprägendes Kirchengebäude. Ein gotischer Chor, ein alter Turm und ein Kirchenbau aus neuerer Zeit sind zu einer Einheit zusammengewachsen.
Eine erste Kirche wurde 1474 bis 1487 errichtet. Der asymmetrisch angelegte Chor lässt noch heute den gotischen Einfluss erkennen.
Das Kirchenschiff war im Laufe der Jahrhunderte etlichen Veränderungen unterworfen. 1980 wurde es abgebrochen, um einem Neubau nach Plänen des Architekten Hanns B. Schlichte Platz zu machen. Der charakteristische Kirchturm blieb erhalten, ebenso der Chor der alten Kirche, der jetzt als Seitenkapelle dient. Hier sind zahlreiche Kunstwerke aus dem Vorgängerbau aufbewahrt. Der Ende 1982 fertiggestellte Neubau ist nach den liturgischen Vorgaben des Zweiten Vatikanischen Konzils gestaltet.

#### Weitere Bauwerke
- Michaeliskapelle: In unmittelbarer Nachbarschaft der Pfarrkirche steht die Michaeliskapelle. Sie wurde 1713 errichtet und enthält einen sehenswerten Altar und eine Deckenbemalung im Stil des 18. Jahrhunderts.[19]
- Haus Michael, 1461, ältestes profanes Gebäude, 1999–2001 aufwändig saniert, 2003 mit dem Landesdenkmalpreis ausgezeichnet
- Schwörer-Haus, 1578, Denkmal des Monats im Mai 2015[20]
- Haus „Alte Vogtei“, 1723 erbaut, wurde 1981 umgebaut, wobei Gemäuer und Fachwerk wieder in den Urzustand versetzt wurden.
- Altes Rathaus, 1716 für die Deutschorden-Kommende Mainau erbaut[21]
- Das Schloss Kirchberg war ehemals ein Gutshof des Klosters Salem. Es wurde umgebaut und modernisiert und derzeit als Campingplatz Jachthafen und Weingut genutzt.[22]

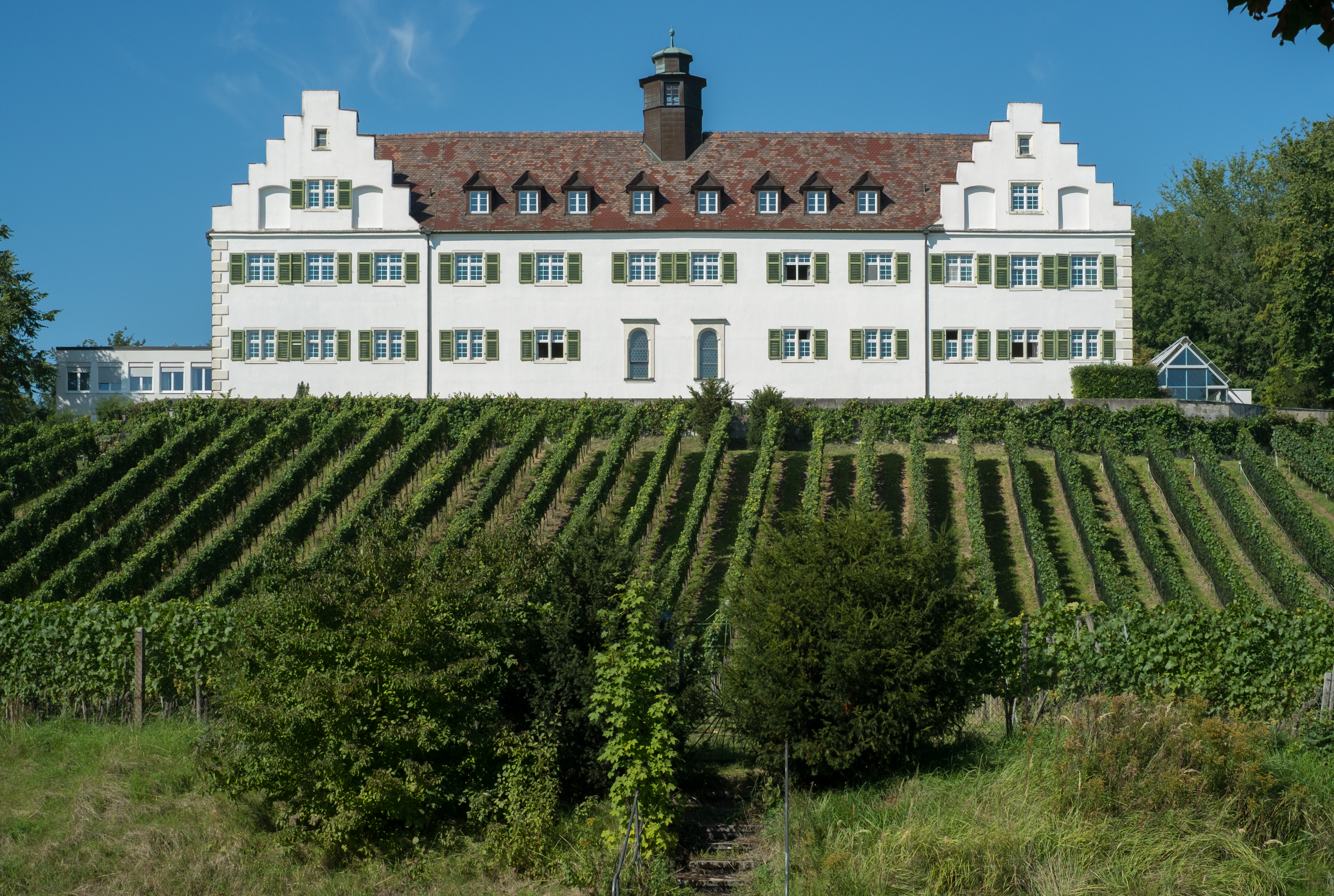
Schloss Hersberg

- Das Schloss Hersberg wurde zwischen 1550 und 1696 als mächtiger Staffelgiebelbau errichtet, der Rudolf von Hersberg übernahm die Anlage 1618. Heute beinhaltet es das Bildungszentrum der Pallottiner und eine Pflegeeinrichtung.[23]
- Das Schloss Helmsdorf gehörte den Herren von Helmsdorf, einer ministerialischen Familie.[24] Bekannt waren der geistliche Dichter Konrad von Helmsdorf – er schrieb um 1330 den Heilsspiegel – und der Germanist Joseph von Laßberg, von 1798 bis 1802 Eigentümer von Schloss Helmsdorf. 1898 wurde hier Margaret Majer (offenbar wirklich mit „j“, nicht Maier oder Mayer), Mutter von Grace Kelly, geboren[25] – das Schloss war damals Sitz der Familie von Margarets Vater Carl, der kurze Zeit später mit Frau und drei Kindern Europa verließ und nach Philadelphia zog. Derzeit werden auf dem Gelände ein Yachthafen und ein Campingplatz betrieben.[26]
- Die Pfarrkirche Mariä Himmelfahrt im Ortsteil Kippenhausen geht auf das 15. Jahrhundert zurück (Turm, Umfassungsmauern des Chors). Sie steht auf einer Anhöhe mitten im Dorf. Der Ort wurde 1275 urkundlich als selbstständige Pfarrei erwähnt. Das Kirchenschiff und der Chor wurden 1710 im Auftrag des Abtes Sebastian Hyler aus Weingarten neu im Stile des Barock errichtet. Die Inneneinrichtung ist prunkvoll. Zur Kirche gehört das gegenüber stehende historische Pfarrheim, es wurde um 1800 als schwarz-weißes Fachwerkhaus errichtet.[27] Das Kloster Ochsenhausen ließ den Chor im 18. Jahrhundert umfangreich renovieren. Die großen Stuckreliefs unter der Decke zeigen die vier Evangelisten. Es ist nicht überliefert, wer das Monogramm mit der Maria geschaffen hat. Das Altarbild des Hochaltares aus der Zeit um 1500 ist dem Johann Georg Bergmüller zugeschrieben, er war Direktor der Akademie. Das Bild zeigt Jesus, wie er die Lehren des Benedikt und des Hieronymus vermittelt. Er wird von Josef und Maria begleitet. Oberhalb der Mensa steht in einer Nische in einer Zinnvase ein Blumenstrauß mit bemalten Blumen aus Blech.[28] Die Orgel wurde 1992 durch die Orgelbauwerkstatt Harald Rapp erbaut. Das Instrument hat 17 Register, verteilt auf zwei Manualen.[29]

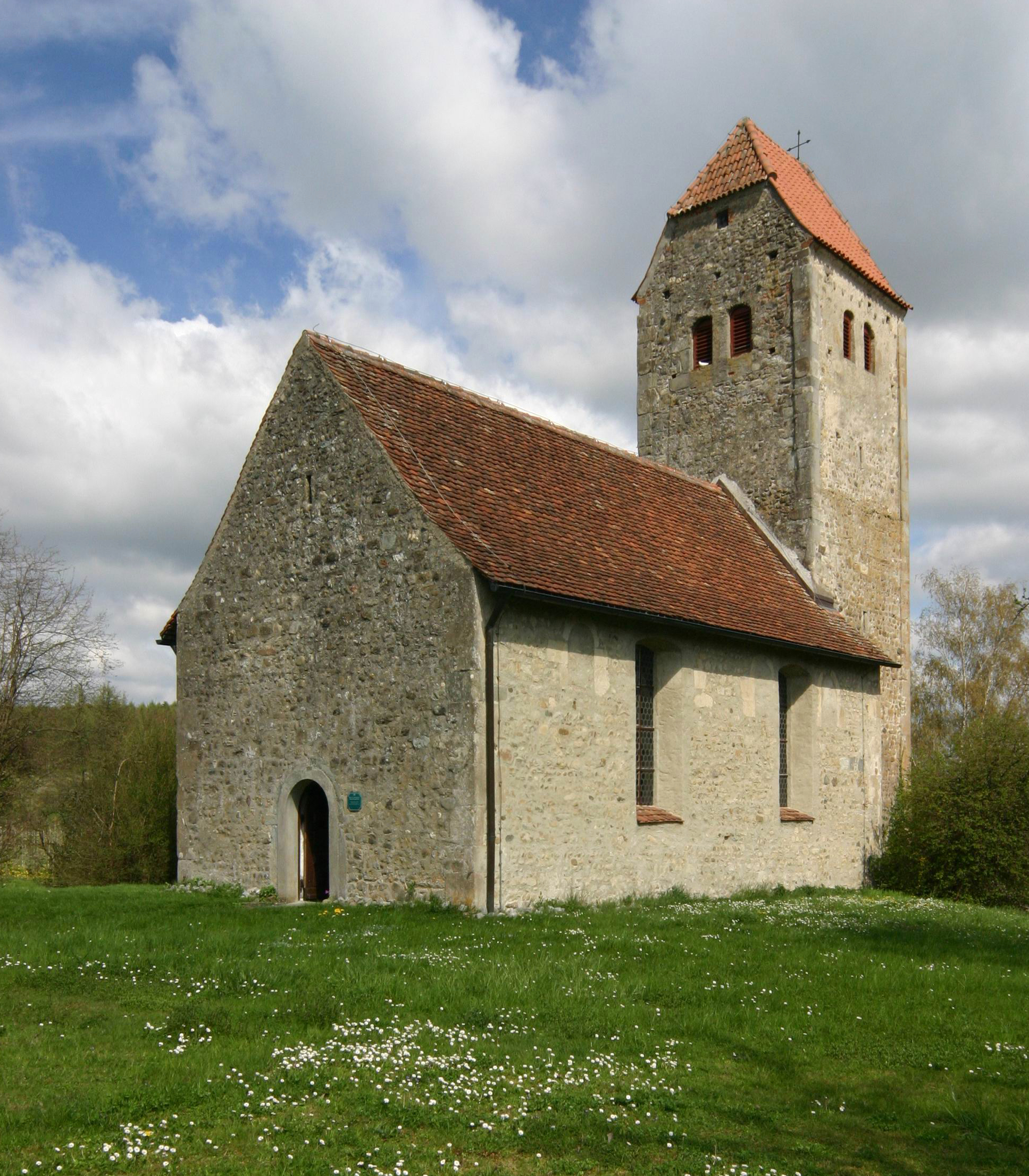
Romanische Kirche Frenkenbach

- Im Ortsteil Frenkenbach steht die romanische Kirche St. Oswald und St. Otmar. Die aus Feldsteinen errichtete Kirche wird im Volksmund „Frenkenbacher Münster“ genannt. Sie wurde im 12. Jahrhundert erbaut.[30] An den Längswänden sind oben noch die mittlerweile zugemauerten ursprünglichen Fenster zu erkennen. In der Kirche finden sich zwei Skulpturen, links ein Schmerzensmann (um 1400), rechts eine Anna selbdritt (18. Jahrhundert). Die ursprünglichen Fresken sind nicht mehr vorhanden. Der Kirchenraum wirkt dadurch sehr schlicht, aber dennoch beeindruckend.
- Markgräflicher Badepavillon im „Kichberger Wäldle“[2]

### Regelmäßige Veranstaltungen
- Maifest Kippenhausen auf dem Kippenhauser Dorfplatz (am 1. Mai jeden Jahres)
- Gartenfest des Musikvereins an sechs Terminen in den letzten zwei Juliwochen, auf der Festwiese unterhalb des Schulgeländes
- Dorffest Kippenhausen auf dem Kippenhauser Dorfplatz (immer am vorletzten Augustwochenende)
- Weinfest auf dem Rathausplatz (immer am letzten Augustwochenende)
- Jedes Jahr zur Fasnet wird in Immenstaad und Kippenhausen je ein Narrenbaum gestellt, was mit einem Umzug durch das Dorf verbunden ist.
- Die Prinzenhochzeit, ein Immenstaader Brauch, der immer am Schmotzigen Dunnschtig (Weiberfastnacht) auf dem Rathausplatz zelebriert wird. Immenstaad ist eine der wenigen Gemeinden, die sich trotz Zugehörigkeit zur alemannischen Fasnacht (ANR) ein Prinzenpaar gönnen.
- Der „Funken“, eine traditionelle Veranstaltung am Sonntag nach Aschermittwoch an der eine Hexenpuppe verbrannt wird.

## Wirtschaft und Infrastruktur

### Landwirtschaft

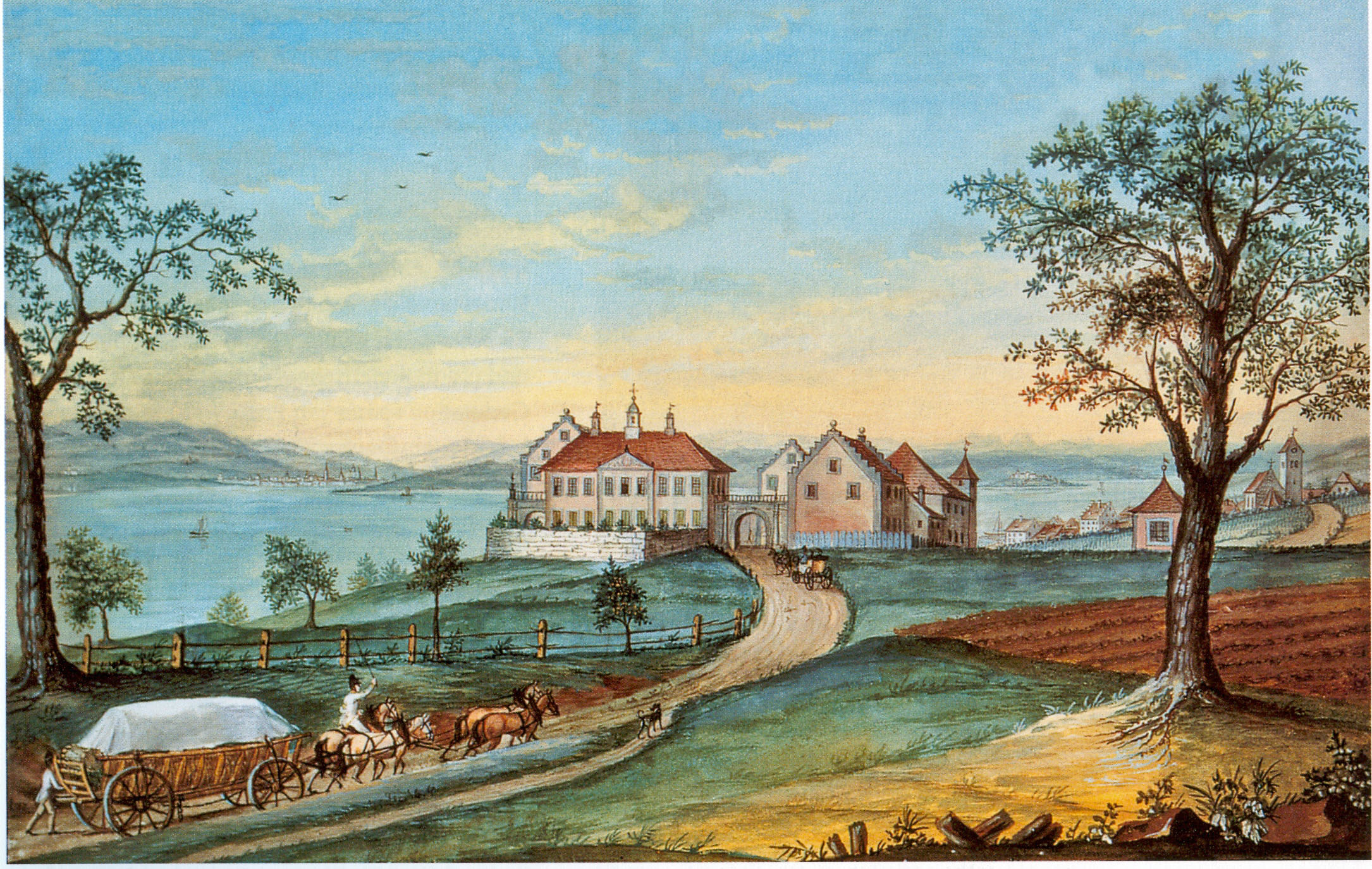
Johann Sebastian Dirr: Schloss Kirchberg bei Immenstaad. Gouache aus dem Jahr 1814

Immenstaad war bis in das 20. Jahrhundert hinein nahezu vorwiegend landwirtschaftlich geprägt, wobei der Anbau von Wein die wirtschaftliche Grundlage bildete. Die Reben von 14 Familien mit 34 Hektar in Immenstaad werden genossenschaftlich (Hagnau) ausgebaut und vermarktet. Weitere Rebflächen werden markgräflich (Salem) bewirtschaftet.
Eine besondere Einzellage ist der Kirchberger Schlossberg mit rund 18 ha Rebfläche. 1925 wurde hier durch Verwalter und Weinbaumeister Johann Baptist Röhrenbach gegen den Willen des Markgrafens von Baden erstmals die damals neue Rebzüchtung Müller-Thurgau angepflanzt, der inzwischen zum Inbegriff des Bodenseeweißweins avancierte. Sein Sohn Albert Röhrenbach ruderte zusammen mit Gottfried Ainser im Fischerboot in einer Nacht im April 1925 von Hagnau nach Ermatingen und zurück und schmuggelte 400 Pfropfreben vom Weingut Arenenberg nach Hagnau.
Heute werden hier Spätburgunder, Müller-Thurgau und Weißburgunder auf den Schotterböden angebaut, die von Gletschern aus der Eiszeit übrig blieben.
Auch heute noch spielt die Landwirtschaft eine wichtige Rolle. Neben dem Anbau von Wein hat in jüngerer Zeit der Obstanbau an Bedeutung gewonnen.

### Industrie
Eine besondere Rolle spielte nach dem Zweiten Weltkrieg die Ansiedlung der Dornier-Werke. Heute sind Firmen wie Airbus Defence and Space (vormals Astrium und Cassidian), Hensoldt, ND SatCom und Bosch Software Innovations hauptsächlich am östlichen Rand von Immenstaad angesiedelt.

### Tourismus
Nach der Eröffnung des Immenstaader Landestegs als Dampfbootanlegestelle 1875 war Immenstaad mit dem Schiff bequemer zu erreichen, aber der Fremdenverkehr kam nur ganz langsam in Gang. 1926 wurden bereits nahezu 3000 Kurgäste gezählt. Seit Mitte des 20. Jahrhunderts ist der Tourismus ein bedeutender Wirtschaftsfaktor. Im Jahr 2009 wurden 316.000 Übernachtungen registriert.

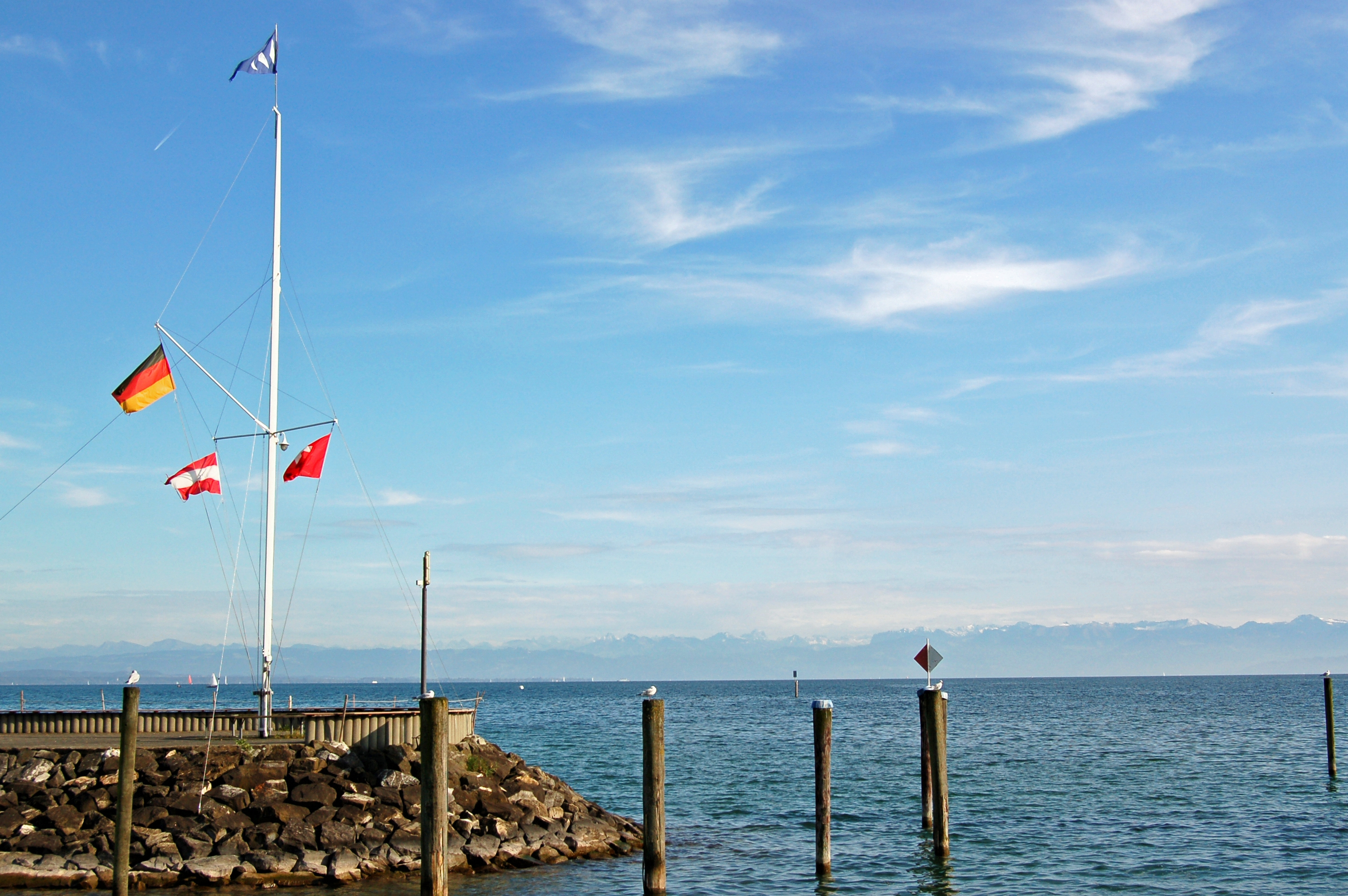
Am Jachthafen
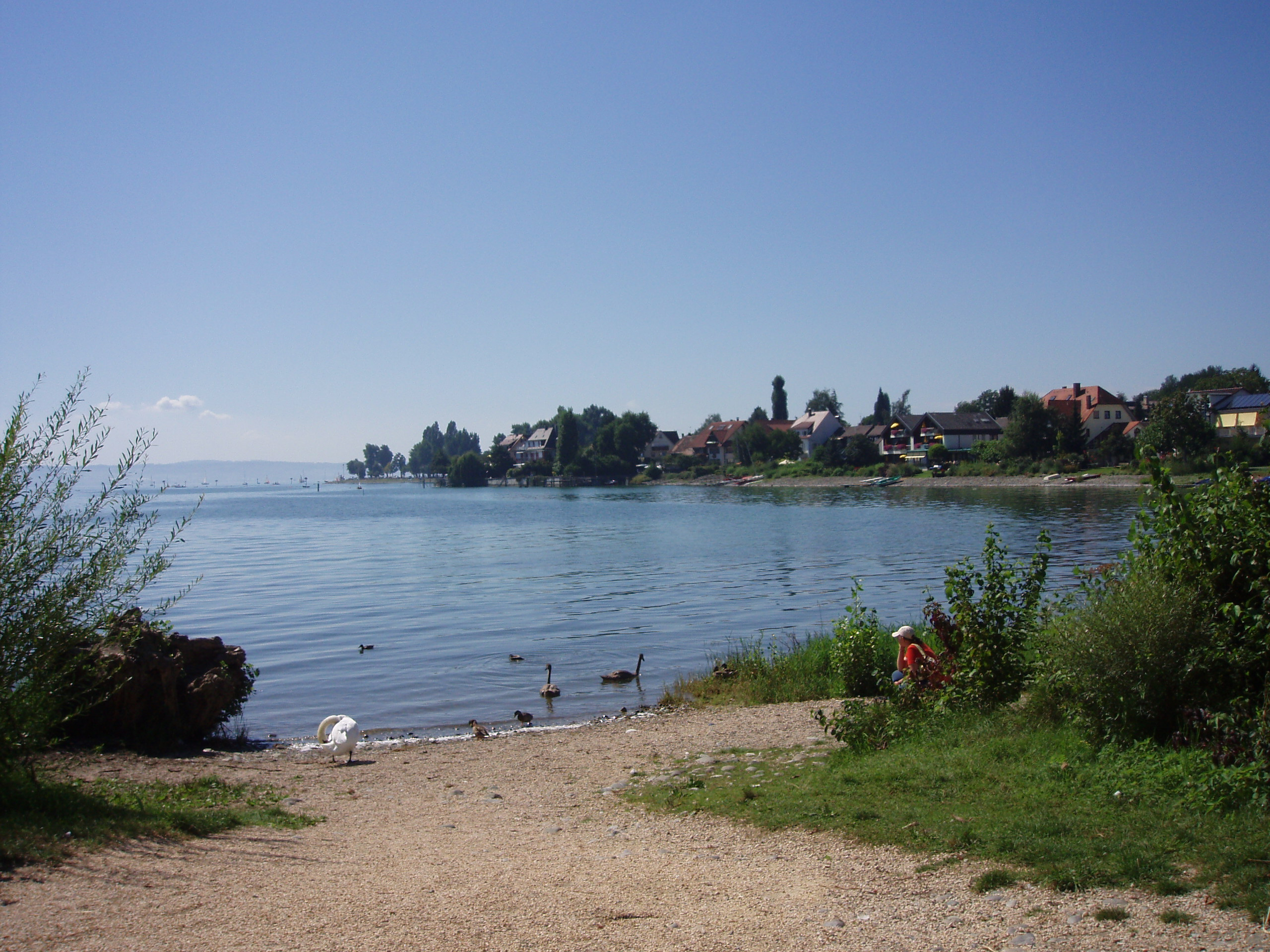
Uferpartie in Immenstaad mit Blick auf das Kippenhorn
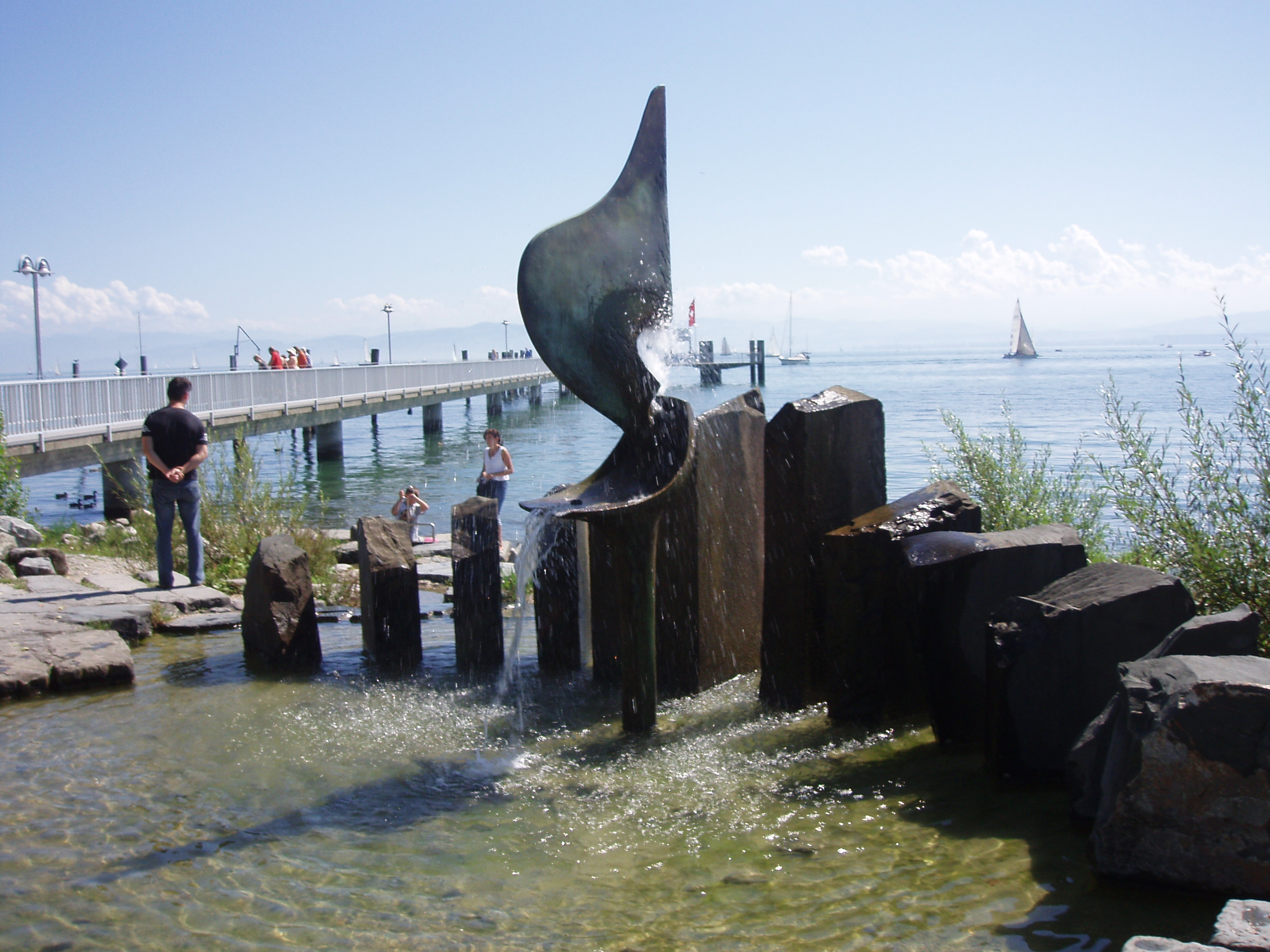
Wasserspiele am Anleger
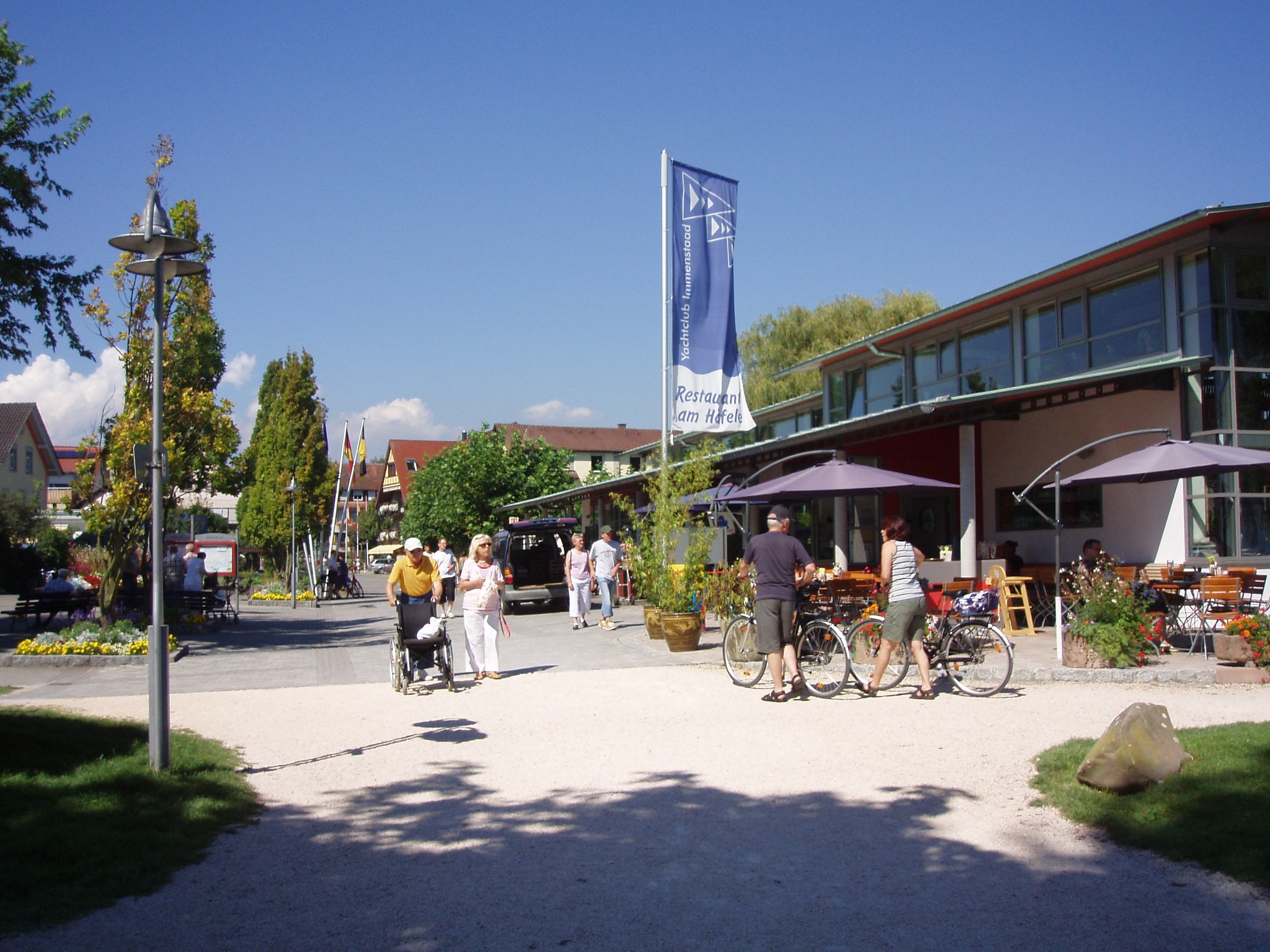
Anlagen zwischen Yachthafen und Anleger
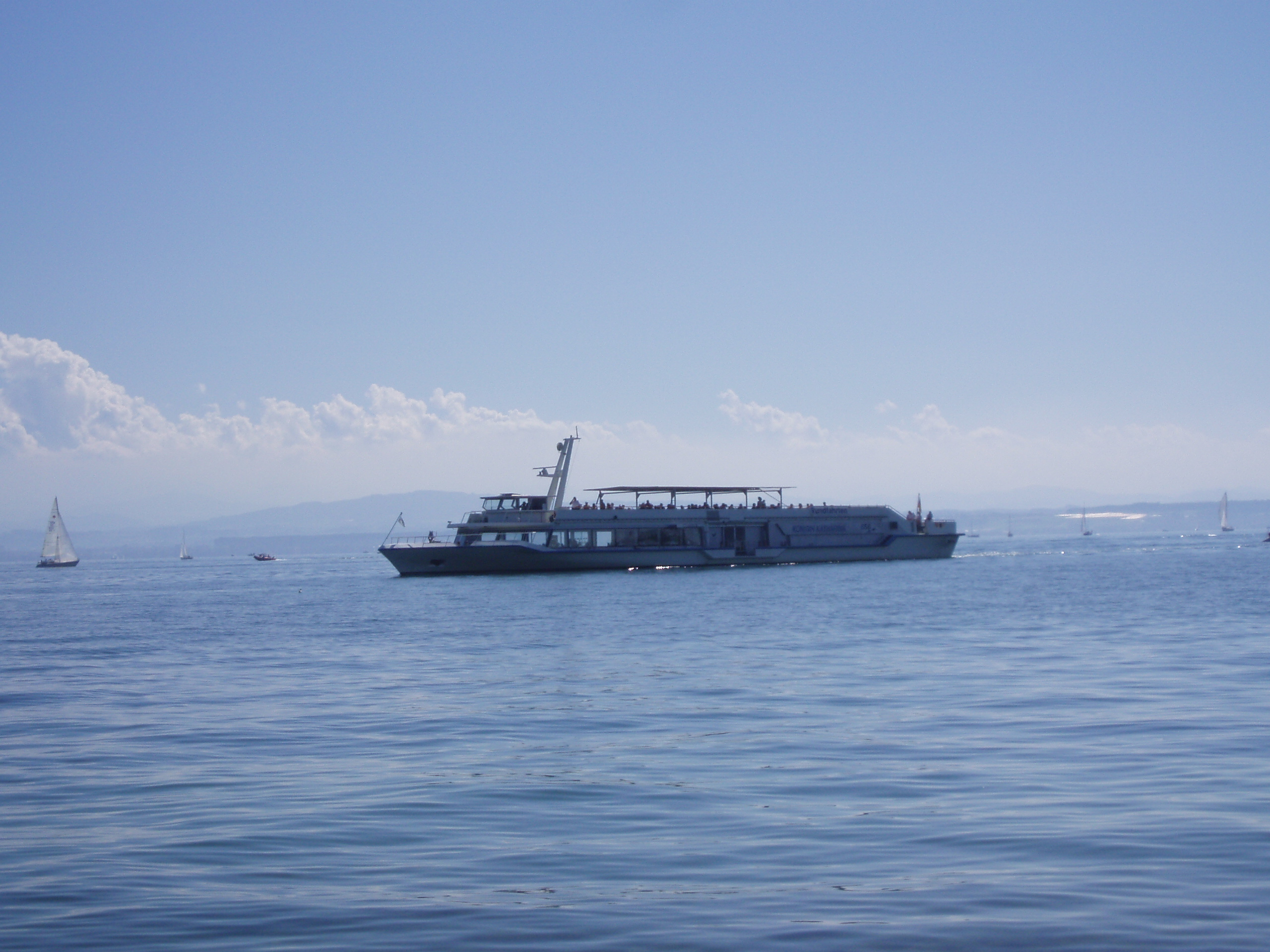
Schiff der Weißen Flotte fährt Immenstaad an.
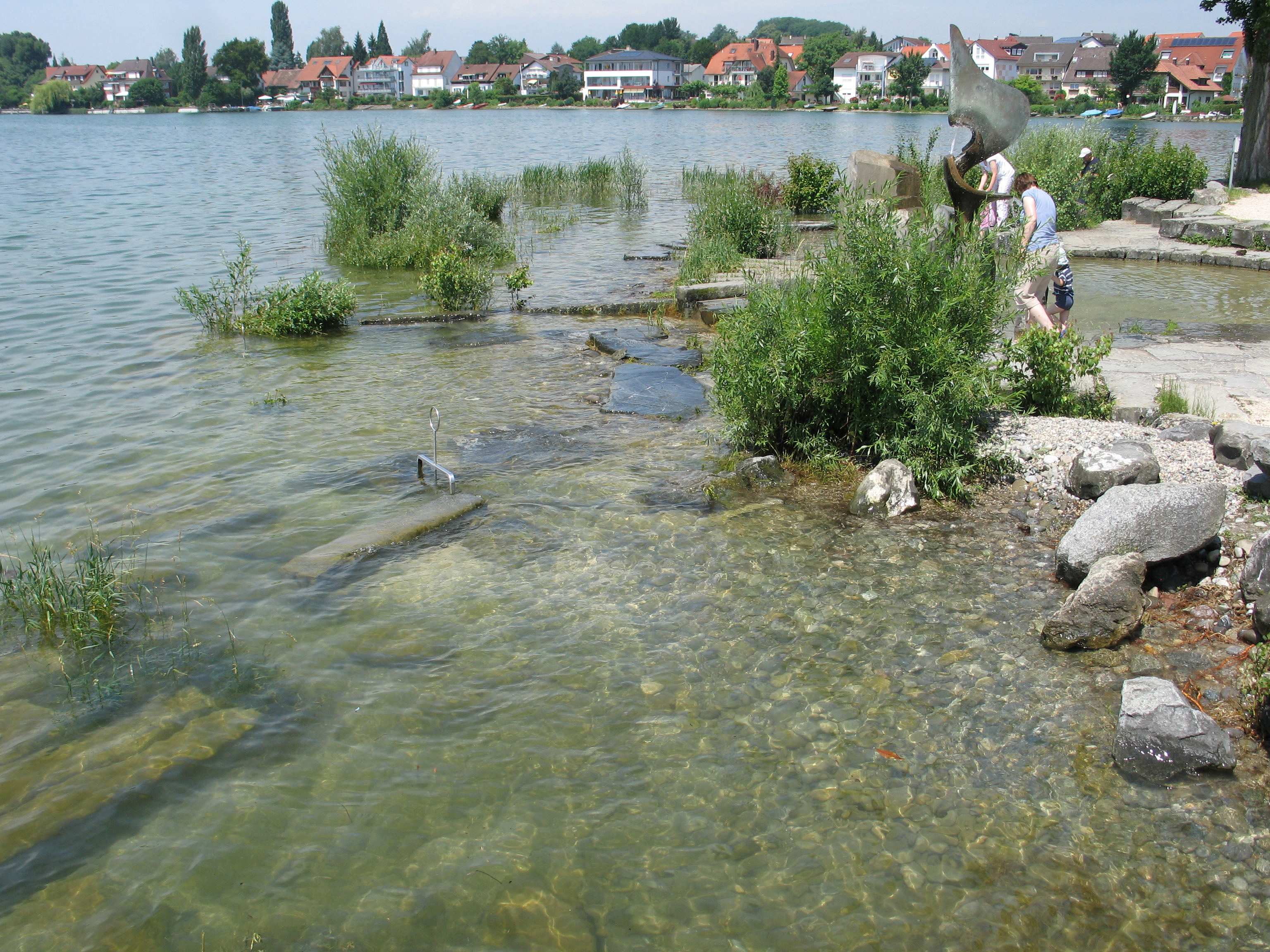
Natur am Immenstaader Landesteg

### Sportmöglichkeiten
Immenstaad ist der Liegeplatz einer nachgebauten Lädine, die für Rundfahrten zur Verfügung steht. Weiterhin gibt es ein Strand- und Hallenbad, das Aquastaad, sowie den „Abenteuer-Park“ mit großem Hochseilgarten. Dieser gliedert sich in Parcours mit elf Schwierigkeitsgraden in bis zu 10 Meter Höhe zwischen Bäumen.
Der Immenstaader Apfelspazierweg informiert an 21 Stationen über den Apfelanbau. Der etwa sechs Kilometer lange Wanderweg führt durch die Immenstaader Ortsteile und Obstbaugebiete mit Ausblicken auf See und Berge.
Daneben hat Immenstaad Yachthäfen, Campingplätze und eine Skateanlage.

### Verkehr
Immenstaad liegt an der Bundesstraße 31. Mit den Linien der Bodensee-Schiffsbetriebe (BSB) ist die Gemeinde auch vom See her zu erreichen.
Der ÖPNV wird vom Bodensee-Oberschwaben Verkehrsverbund (bodo) betrieben.
Durch eine Alltagsroute aus dem Radnetz Baden-Württemberg ist Immenstaad über Hagnau und Meersburg mit Überlingen und in der anderen Richtung mit Friedrichshafen verbunden.
Als direkt am See liegende Gemeinde ist Immenstaad auch Station des Bodensee-Radwegs und des Bodensee-Rundwegs. Der Bodensee-Radweg ist auf der Nordseite des Sees auch ein Teil der D-Route 8 (Rhein-Route).

### Bildungseinrichtungen
In Immenstaad besteht mit der Stephan-Brodmann-Schule eine Grundschule. Bis zum Ende des Schuljahres 2006/2007 war eine Hauptschule mit Werkrealschule angeschlossen, die aber wegen sinkender Schülerzahlen geschlossen wurde. Weiter betreibt die Gemeinde fünf Kindergärten, von denen einer im Ortsteil Kippenhausen liegt.

## Persönlichkeiten

### Ehrenbürger
- Heinz Finkbeiner (1934–2009), Altbürgermeister, Ehrenbürger und Träger des Ehrenrings der Gemeinde Immenstaad[12]

### Söhne und Töchter der Stadt
- Jürgen Beisswenger, Altbürgermeister, Ernennung zum Ehrenbürger am 11. November 2017 nach 24 Jahren im Amt
- Stephan Brodmann (1640–1715), katholischer Priester und Stifter der ersten Schule im Ort
- Alfred Ebenhoch (1855–1912), österreichischer Politiker der katholischen Volkspartei
- Peter Birkhofer (* 1964), katholischer Geistlicher, Weihbischof in Freiburg

### Mit Immenstaad verbunden
- Joseph von Laßberg (1770–1855), Forstmann, Germanist und Schriftsteller, von 1798 bis 1802 Eigentümer von Schloss Helmsdorf